# Cristina D'Avena e i tuoi amici in TV 21
Cristina D'Avena e i tuoi amici in TV 21 è una raccolta della cantante Cristina D'Avena pubblicata nel 2008.
Si tratta del ventunesimo ed ultimo volume della collana discografica nata nel 1987 con il titolo Cristina D'Avena con i tuoi amici in TV. 
L'album vede la presenza, alla traccia 1, di un brano pop non legato ai programmi per bambini.

## Tracce
1. Tutto sa di te – 3:49 (testo: Leonardo Abbate – musica: Goffredo Orlandi)
2. Hamtaro – 3:02 (testo: Alessandra Valeri Manera – musica: Max Longhi, Giorgio Vanni)
3. Pirati all'arrembaggio – 3:31 (testo: Graziella Caliandro – musica: Antonio d'Ambrosio)
4. Wonder Bevil – 2:39 (testo: Alessandra Valeri Manera – musica: Max Longhi, Giorgio Vanni)
5. Una spada per Lady Oscar – 3:31 (testo: Alessandra Valeri Manera – musica: Carmelo Carucci)
6. Pokémon Diamante e Perla – 2:37 (testo: Graziella Caliandro – musica: Max Longhi, Giorgio Vanni)
7. Sensazioni – 3:26 (testo: Alessandra Valeri Manera – musica: Carmelo Carucci)
8. Detective Conan l'infallibile – 2:42 (testo: Alessandra Valeri Manera – musica: Max Longhi, Giorgio Vanni)
9. Faireez – 3:12 (testo: Graziella Caliandro – musica: Danilo Bernardi, Giuseppe Zanca)
10. Sugar Sugar – 3:36 (testo: Graziella Caliandro – musica: Cristiano Macrì)
11. Le avventure di Piggley Winks – 3:23 (testo: Alessandra Valeri Manera – musica: Max Longhi, Giorgio Vanni)
12. Evviva Palm Town – 3:07 (testo: Alessandra Valeri Manera – musica: Carmelo Carucci)
13. Tartarughe Ninja – 3:05 (testo: Graziella Caliandro – musica: Danilo Bernardi, Giuseppe Zanca)
14. Buon Compleanno Grande Puffo – 2:13 (testo: Alessandra Valeri Manera[1], Frank Rover[2] – musica: Frank Rover)
15. Zip e Zap – 2:53 (testo: Alessandra Valeri Manera – musica: Max Longhi, Giorgio Vanni)
16. Una per tutte, tutte per una – 3:02 (testo: Alessandra Valeri Manera – musica: Carmelo Carucci)
17. Cupido Pizzacuori – 2:52 (testo: Alessandra Valeri Manera – musica: Silvio Amato)
18. Tanto amore – 3:31 (testo: Alessandra Valeri Manera – musica: Carmelo Carucci)

## Posizione in classifica
L'album ha debuttato alla posizione numero 42 della classifica settimanale dei dischi più venduti in Italia.

## Interpreti e cori
- Cristina D'Avena (n. 1-2-4-5-7-9-11-12-14-16-17-18)
- Cristina D'Avena e Antonio Divincenzo (n. 3)
- Cristina D'Avena e Giorgio Vanni (n. 6-15)
- Giorgio Vanni (n. 8-13)
- Linee Parallele (n. 10)
- Cori: I Piccoli Artisti dell'Accademia New Day diretti da Cristina Paltrinieri (n. 1-2, 4, 6, 8-11, 13, 15); i Piccoli Cantori di Milano diretti da Laura Marcora (n. 5. 12, 14, 16-17)